# لوسی مک بات
لوسیا کی مک باث (متولد ۱ ژوئن ۱۹۶۰) یک سیاستمدار آمریکایی است که از سال ۲۰۱۹ در منطقه ای در حومه آتلانتا، جورجیا در مجلس نمایندگان ایالات متحده خدمت کرده است. او از سال ۲۰۱۹ تا ۲۰۲۳ نماینده حوزه انتخابیه ششم جورجیا  بود و از سال ۲۰۲۳ نماینده منطقه هفتم است. مک باث یکی از اعضای حزب دموکرات است.
مک بات در ۱ ژوئن ۱۹۶۰ در جولیت، ایلینوی متولد شد. پدرش، لوسین هولمن، دندانپزشکی بود که صاحب The Black Voice، یک روزنامه آفریقایی-آمریکایی بود و به عنوان رئیس بخش انجمن ملی پیشرفت رنگین‌پوستان در ایلینویز خدمت کرد. مادرش ویلما به عنوان پرستار کار می‌کرد. لوسی یک خواهر به نام لوری دارد.
پسر مک باث، جردن دیویس، در نوامبر ۲۰۱۲ به قتل رسید.